# Декстраналь
Декстраналь - природный биополимер, полученный в результате модифицирования декстрана, например, химическим или другими способами. В процессе модифицирования в декстране образуются альдегидные группы, которые могут ковалентно связываться (конъюгировать) с химическими соединениями, в том числе с лекарственными, косметическими и пищевыми, тем самым повышать их активность и значительно улучшать функциональные свойства.

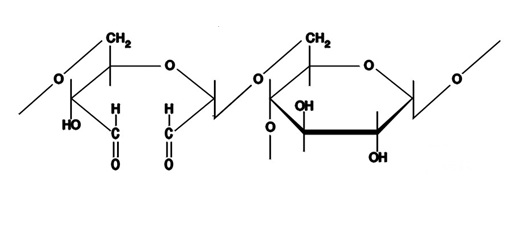
Формула модифицированного декстрана (декстраналя). Декстраналь состоит из более 100 глюкозных блоков.

Формула декстраналя: полисахаридный полимер, состоящий из более 100 глюкозных блоков, соединенных 1,6-гликозидными связями, с молекулярной массой от 30 до 70 кДа. В составе полимера от 2 до 5 % глюкозных блоков, разомкнутых в процессе окисления с образованием альдегидных групп.